# Bill Lloyd (cestista)
William John Lloyd, detto Bill (Brooklyn, 16 dicembre 1915 – Akron, 24 dicembre 1972), è stato un cestista statunitense, professionista nella NBL.

## Carriera
Giocò per due stagioni nella NBL, disputando complessivamente 19 partite con 2,6 punti di media.

## Palmarès
- MVP NIT (1939)